# Classe Aldebaran
La classe Aldebaran era costituita da tre unità ex Stati Uniti: USS Thornhill (Aldebaran), USS Gandy (Altair) e USS Wesson (Andromeda) trasferiti alla Marina Militare italiana nel 1951. Queste unità nella United States Navy erano classificate cacciatorpediniere scorta e appartenevano alla classe Cannon, costruita in grande serie durante la seconda guerra mondiale e poi fornita in vari esemplari diverse marine (Mutual Defense Assistance Program).
Le tre navi entrarono in servizio nella Marina Militare insieme alle unità classe Artigliere nel quadro di un programma di potenziamento navale avviato nel 1950; vennero utilizzate prima come avviso scorta, dal 1957 come fregate e a partire dal 1962 e come corvette, ruolo ricoperto sino al momento della messa in disarmo
Le unità di questa classe prendono i loro nomi da tre torpediniere della classe Spica perdute nel corso della seconda guerra mondiale.

Le unità della classe in banchina: da sinistra Andromeda, Altair, Aldebaran